# Mamadou Sarr
Mamadou Sarr (ur. 29 sierpnia 2005 w Martigues) – francuski piłkarz senegalskiego pochodzenia, występujący na pozycji środkowego obrońcy we francuskim klubie RC Strasbourg.

## Życie prywatne
Jego ojcem jest były piłkarz oraz reprezentant Senegalu Pape Sarr.

## Sukcesy

### Francja U-17
- Wicemistrz świata do lat 17: 2023
- Wicemistrz Europy do lat 19: 2024[4]